# Bombus terrestris
Bombus terrestris  sau bondarul mare de pământ este una dintre cele mai numeroase specii de bondari din Europa. Este una dintre principalele specii folosite în polenizarea în seră și prin urmare, poate fi găsită în multe țări și zone în care nu este nativ, cum ar fi Tasmania. În plus, este o insectă eusocială cu o suprapunere de generații, o diviziune a muncii și îngrijire cooperantă a puietului. Regina se împerechează o singură dată cu un singur mascul. Lucrătorii B. terrestris învață culorile florilor hrănindu-se eficient.